# Baldiri Viader
Baldiri Viader fou un músic català que treballà d'organista en la Basílica de Santa Maria de Castelló d'Empúries. Tot i que es desconeix quan va ocupar aquesta plaça, ni els anys en què hi romangué, el 1618 fou succeït per Salvi Estrader.